# Jaculus blanfordi
El jerbo de Blandford (Jaculus blanfordi) es una especie de roedor miomorfo de la familia Dipodidae. Su cuerpo mide de hasta 15 cm; su cola de hasta 25 cm. Pesa 71 g en machos, algo más en hembras.

## Distribución geográfica
Se encuentran en Turkmenistán, Uzbekistán, Afganistán, Irán, y Pakistán.

## Descripción
De tener el tamaño de un hombre, el jerbo sería capaz de saltar 9 m de altura y 20 m de longitud sin tomar carrera. Esta potencia de salto, que lo impulsa a una distancia de 2,25 m, se debe a sus largas patas posteriores y a los músculos del muslo (la palabra <<jerbo>> proviene del término árabe yerbo, que significa <<muslos grandes>>).
Al anochecer, el jerbo sale de su madriguera para alimentarse de semillas, raíces e insectos. El ritual de cortejo es realmente muy peculiar: el macho se yergue delante de la hembra, agacha la cabeza hasta situarse cara a cara y la abofetea con las patas delanteras siguiendo un determinado ritmo.